# Chipre en los Juegos Olímpicos de Sarajevo 1984
Chipre estuvo representado en los Juegos Olímpicos de Sarajevo 1984 por un total de 5 deportistas que compitieron en esquí alpino.  
El equipo olímpico chipriota no obtuvo ninguna medalla en estos Juegos.